# روزالیا لومباردو
روزالیا لومباردو (به ایتالیایی: Rosalia Lombardo) دختربچه دوساله‌ای است که در سال ۱۹۲۰ در اثر ابتلا به ذات‌الریه جانش را از دست داد و مومیایی شد. روزالیا که یکی از سالم‌ترین مومیایی‌هایی است که در جهان وجود دارد، مشهورترین مومیایی از هشت‌هزار مومیایی است که در کاتاکومب‌های (دخمه‌هایی مملو از قبر) نهفته در زیر معبد کاپوچین در «پالرمو» ی سیسیل وجود دارند.
سال‌هاست که شایعه شده این مومیایی کوچک در طول روز چشم‌هایش را باز و بسته می‌کند؛ شایعه‌ای که در نهایت توسط محققان ایتالیایی رد شد. به گفته سرپرست کاتاکومب‌های کاپوچین، این پدیده در حقیقت خطای دیدی است که در اثر فیلتر شدن نور توسط شیشه محافظ مومیایی ایجاد می‌شود.
از آنجایی که چشمان این کودک کاملاً بسته نشده‌اند، فیلتر شدن نور توسط شیشه محافظ مومیایی توهم باز و بسته شدن چشم را ایجاد می‌کند.